# Fernando Gomes
Fernando Gomes (n. 22 noiembrie 1956, Porto, Portugalia – d. 26 noiembrie 2022, Porto, Portugalia) a fost un fotbalist portughez, care a jucat pe postul de atacant.

## Premii obținute

#### Echipă
- Liga Campionilor: 1987
- Supercupa Europei: 1987
- Cupa Intercontinentală: 1987
- Primeira Liga: 1977-78, 1978-79, 1984-85, 1985-86, 1987-88
- Cupa Portugaliei: 1976-77, 1983-84, 1987-88
- Supercupa Portugaliei: 1983, 1984, 1986
- Cupa Cupelor UEFA: 1983-84

### Individual
- Gheata de aur: 1983,1985
- Fotbalistul portughez al anului: 1983